# Sleepless (Oper)
Sleepless ist eine Oper (Originalbezeichnung: „Opera Ballad“) in zwei Akten von Péter Eötvös (Musik) mit einem Libretto von Mari Mezei nach dem Roman Trilogie von Jon Fosse. Die englische Übersetzung stammt von Judith Sollosy. Die Uraufführung war am 28. November 2021 in der Staatsoper Unter den Linden in Berlin.

## Handlung

### Erster Akt
Szene 1: Im Bootshaus. Es ist ein kalter dunkler Tag im Spätherbst. Die hochschwangere Alida lebt mit ihrem Freund Asle in einem ungenutzten Bootshaus, das sie nun auf Druck des Besitzers verlassen müssen. Da beide noch minderjährig sind, können sie nicht heiraten, stehen jedoch fest zu ihrer Beziehung. Asle, der außer Alida keine Familie mehr hat, verspricht ihr, sie und das Kind zu versorgen. Wenn sie einmal heiraten, will er zur Feier auf der von seinem Vater geerbten Hardangerfiedel spielen.
Szene 2: Mutters Haus. Alidas bittet ihre Mutter um Hilfe. Diese zögert zuerst, gibt dem Flehen aber schließlich nach und erlaubt ihnen, einen Nacht bei ihr zu wohnen. Asle erzählt von dem am Meer gelegenen Bjørgvin (Bergen), das er früher einmal besucht habe. Dort will er mit Alida ein neues Leben anfangen. Alida bezweifelt, dass sie sich die Reise leisten können. Asle erinnert sich, dass neben dem Bootshaus ein Boot lag, das sie nutzen könnten. Er bittet Alida, sich hinzulegen. Dann geht er zum Bootshaus und tötet den Besitzer. Anschließend kehrt er völlig durchnässt zurück und drängt Alida zur Eile, ohne ihr von dem Mord zu erzählen. Alida rafft schnell etwas Geld und Lebensmittel zusammen. Dabei wird sie von ihrer Mutter ertappt und im Streit geschlagen. Asle schickt Alida nach draußen, wo sie auf ihn warten soll. Anschließend tötet er auch die Mutter und macht sich mit der nichts ahnenden Alida auf den Weg zum Boot.
Szene 3: In Bjørgvin. Asle und Alida suchen im Regen nach einer Unterkunft. Fischer preisen ihren Fang an. Asle will in einer Kneipe mit seiner Fiedel Geld verdienen. Er fragt eine alte Frau, ob sie ein Zimmer zu vermieten habe, wird aber abgewiesen. Eine junge blonde Prostituierte wäre bereit, ihn aufzunehmen. Sie will die schwangere Alida aber nicht einlassen. In einem Gasthaus bietet der Wirt ihnen zwar ein Zimmer für ein oder zwei Nächte an, wird Alida gegenüber aber zudringlich.
Szene 4: Alte Frau – Traum – Mann in Schwarz. Die beiden versuchen ihr Glück noch einmal bei der alten Frau, die sie bereits vorher zurückgewiesen hatte. Als diese mit Beschimpfungen und Beleidigungen antwortet, verschafft sich Asle gewaltsam Zutritt und schickt Alida in die Küche. Dort wartet sie verzweifelt, während er die Frau tötet. Für den Rest der Nacht finden die beiden kaum Schlaf. Am nächsten Morgen bekommt Alida Wehen. Sie schickt Asle hinaus, um nach einer Hebamme zu suchen. Ein schwarz gekleideter Mann führt ihn zu ebendem Haus, in dem sie sich einquartiert haben. Er wundert sich, dass die Hebamme nicht auf sein Klopfen reagiert, und empfiehlt Asle eine andere Hebamme, die auf der anderen Seite der Stadt lebt.
Szene 5: Hebamme, Mann in Schwarz. Auch die Hebamme ist überrascht über die Abwesenheit der alten Frau, geht aber dennoch hinein, um Alida beizustehen. Asle wartet draußen bei dem Mann in Schwarz, der allmählich Verdacht schöpft. Die Hebamme informiert Asle über die Geburt eines gesunden Sohnes.
Szene 6: Duett. Asle weiß, dass sie nicht länger an diesem Ort bleiben können. Er behauptet, jemand würde sie verfolgen. Um Geld zu erhalten, habe er die Fiedel verkauft. Er geht hinaus, um Essen zu besorgen. Alida soll sich solange ausruhen.

### Zweiter Akt
Szene 7: Gasthaus – Mann in Schwarz – Schiffer. Asle sieht ihr größtes Problem darin, dass sie nicht verheiratet sind. Er will Ringe besorgen, um eine Ehe vorzutäuschen. Der schwarz gekleidete Mann stellt ihn zur Rede und macht Andeutungen über seine Vergangenheit. Asle flieht in das Gasthaus, wohin ihm der Mann folgt. Eine Gruppe zechender Fischer trifft ein. Einer von ihnen zeigt Asle ein wertvoll aussehendes Armband. Asle behauptet, er käme aus Vika. Der Mann in Schwarz widerspricht ihm. Er weiß inzwischen, dass Asle und Alida aus Dylgja gekommen sind, und macht Andeutungen über die ermordeten und verschwundenen Personen. Asle erkundigt sich bei dem Bootsmann über den Juwelier, der ihm das Armband verkauft hatte.
Szene 8: Juweliergeschäft. Asle geht mit dem Bootsmann zum Juwelier, um die Ringe zu kaufen, gibt jedoch stattdessen sein gesamtes Geld für ein Armband aus.
Szene 9: Mädchen – Mann in Schwarz. Auf der Straße trifft Asle auf die blonde Prostituierte, die sich ihm aufdrängen will. Um ihre Zudringlichkeiten abzuwehren, muss Asle fast Gewalt anwenden. Da erscheint ihr Vater, der Mann in Schwarz. Er fordert sie auf, Hilfe zu holen, und droht Asle: „Wer tötet, soll selbst getötet werden.“ Das Mädchen kommt mit zwei Männern zurück, die Asle fesseln und abführen.
Szene 10: Alida alleine, Asle im Gefängnis. Alida wartet mit ihrem Baby besorgt auf Asles Rückkehr. Sie hält es für einen Fehler, dass er seine Fidel verkauft hat. Böse Vorahnungen plagen sie.
Szene 11: Die Galgen. Der Mann in Schwarz und die Fischer lynchen Asle.
Szene 12: Asleik. Ein älterer Mann namens Asleik nähert sich Alida und dem Baby. Er kennt Alida noch aus ihrer Kindheit in Vika, bringt sie in ein Gasthaus, damit sie etwas zu essen erhält, und verspricht ihr, sie nach Dylgja zurückbringen. Erst von ihm erfährt Alida von Asles Tod. Sie bildet sich ein, Asles Stimme zu hören, die sie auffordert, Asleik zu folgen. Er werde immer bei ihr sein, „wie der blaue Himmel über dem glitzernden Meer“.
Szene 13: Viele Jahre später. Als alte Frau schaut Alida über das Meer. Sie spricht in Gedanken mit Asle und erzählt ihm von den Geschehnissen seit seinem Tod. Der gemeinsame Sohn Sigvald sei ebenfalls ein guter Fiedler geworden. Auch er habe sie bereits verlassen. Um wieder mit ihrem Geliebten vereint zu werden, watet Alida ins Wasser. Die Wellen rollen über sie hinweg.

## Gestaltung

### Orchester
Die Orchesterbesetzung der Oper umfasst die folgenden Instrumente:
- Holzbläser: zwei Flöten (2. auch Piccolo und Altflöte), zwei Oboen (2. auch Englischhorn), drei Klarinetten in A (1. auch Klarinette in B, 3. auch Bassklarinette), zwei Fagotte (2. auch Kontrafagott)
- Blechbläser: drei Hörner in F, zwei Trompeten in C (2. auch Trompete in B), Altposaune in Es, Posaune (mit Quartventil)
- Schlagzeug (zwei Spieler):
  - I: Glockenspiel (mit Pedal), Crotales (zwei Oktaven), Vibraphon (ohne Motor, ein Instrument für beide Spieler), Marimba (ein Instrument für beide Spieler), Röhrenglocke (es’’), sehr hohe Triangel, kleines Becken, großes Becken (dunkel), großes Chinesisches Becken (dunkel), Beckenpaar, mittelgroßes Tamtam, Indische Schellen (ein Instrument für beide Spieler), Küchenuhr (4. Szene, Takt 102; Klang einer Wanduhr oder alten Pendeluhr, ad lib. Bronzeschale in kleiner oder eingestrichener Oktave)
  - II: Vibraphon (ohne Motor, ein Instrument für beide Spieler), Marimba (ein Instrument für beide Spieler), hohe Triangel (tiefer als die des ersten Schlagzeugs), mittlere Triangel, Gong (E), großes Tamtam, großes Tomtom, Indische Schellen (ein Instrument für beide Spieler)
- Harfe
- Streicher: zehn Violinen 1, acht Violinen 2, sechs Bratschen, sechs Violoncelli, drei Kontrabässe

Die Fischer benötigen sechs gestimmte Handglocken in f’’, es’’, des’’, h’, a’ und fis’.

### Musiknummern
Die Oper enthält die folgenden Musiknummern:
Erster Akt
- Szene 1 in H (im Bootshaus)
- Szene 2 in F (Mutters Haus)
- Szene 3 in Fis (In Bjørgvin)
- Szene 4 in C (Alte Frau – Traum – Mann in Schwarz)
- Szene 5 in Cis (Hebamme, Mann in Schwarz)
- Szene 6 in G (Duett)

Zweiter Akt
- Szene 7 in Gis (Gasthaus – Mann in Schwarz – Schiffer)
- Szene 8 in D (Juweliergeschäft)
- Szene 9 in Dis (Mädchen – Mann in Schwarz)
- Szene 10 in A (Alida alleine, Asle im Gefängnis)
- Szene 11 in Ais (die Galgen)
- Szene 12 in E (Asleik)
- Szene 13 in H (viele Jahre später)

### Musik
Eötvös erklärte, dass die Oper aus zwölf aktiven und konfliktreichen Szenen und einer dreizehnten monologischen Szene bestehe. Er habe die zwölf Szenen daher auf den zwölf chromatischen Grundtönen aufgebaut. Jede Szene habe somit eine eigene Klangfarbe erhalten.

„Die erste Szene findet am Meer statt. Der Ton h passt sehr genau zu dieser ruhigen Atmosphäre. Die zweite Szene baut auf dem Gegenpol, auf f auf, dem Tritonus über h. Der Tritonus ist ein Spannungsintervall und die zweite Szene beinhaltet bereits zwei Mordfälle. Darauf folgt die dritte Szene, ein Halbton höher, auf fis. Diese steht ganz nah an dem vorherigen Ton, führt aber die Geschichte weiter. Die dritte Szene hat die größte Komplexität im ersten Akt. Der Marktplatz, die Alte Frau, das blonde Mädchen, die Traumszene, die Kneipenszene, der Man in Black – es ist der erste dramaturgische Höhepunkt mit unterschiedlichen Intervall-Beziehungen zum Grundton fis. Auf diese Weise führen die zwölf Töne h – f – fis – c – cis – g – gis – d – dis – a – b – e zu dem Abschluss h, wieder am Meer.“

Das eigentliche Hauptthema der Oper ist Eötvös zufolge „das Verhältnis vom Individuum zur Gesellschaft“. Asle und die schwangere Alida werden von der gesamten Gesellschaft zurückgewiesen, bis Asle keinen anderen Ausweg sieht, als die abweisenden Personen zu töten. Der ländliche Schauplatz der Handlung inspirierte Eötvös zu einer bewusst einfachen Musiksprache. Dabei verwendete er zwei Zitate der norwegischen Volksmusik: ein Wiegenlied und das auf der Hardangerfiedel gespieltes Lied Fanitullen. Die spezifische „norwegische Klangmischung“ versuchte er aus Dreiklängen zusammenzustellen – Dur- und Moll-, aber auch verminderte und übermäßige Dreiklänge. Das Ziel war eine „allgemein verständliche Klangwelt“. Verminderte Klänge kennzeichnen traditionell eine Gefahr oder Tragödie. Die übermäßigen Klänge hingegen stellen den die gesamte Oper beherrschenden „Traumzustand“ dar. Die Dreiklänge werden nicht nur einzeln eingesetzt, sondern häufig auch übereinandergeschichtet, sodass sich eine „Polyphonie von Dreiklängen“ ergibt.
Die Dreizahl setzte er auch in anderen musikalischen Elementen ein, beispielsweise bei den drei Hörnern oder drei Klarinetten des Orchesters oder im doppelten Vokaltrio. Letztere stellen „die Gedankenwelt oder die Seele von Alida“ dar. Sie kommentieren und beraten und fungieren besonders am Schluss auch als Erzähler. Den Abschluss der Oper bildet eine „verlangsamte Version des Teufelstanzes“, Asles „Tanzmotiv“, das von der Solovioline gespielt wird, während Alida den Tod im Meer sucht, um wieder mit Asle vereint zu werden. Der „trockene[] Klang der Marimba“ steht für „die ständige Anwesenheit des Todes“.

## Werkgeschichte
Péter Eötvös’ „Opera Ballad“ Sleepless entstand in den Jahren 2018 bis 2020 im Auftrag der Staatsoper Unter den Linden Berlin und des Grand Théâtre de Genève. Das Libretto verfasste seine Frau Mari Mezei, die bereits die Texte einiger seiner vorangegangenen Opern erstellt hatte. Es basiert auf Jon Fosses Roman Trilogie. Die Übersetzerin Judith Sollosy übertrug den Text anschließend ins Englische. In einem Interview erklärte Eötvös, dass er vor Beginn seiner Arbeit an dem Werk durch seine Schwiegertochter in Norwegen bereits einen Eindruck vom „Wesen des norwegischen Geistes und Lebensstils“ hatte. Bevor er mit der eigentlichen Komposition begann, war das Libretto vollständig fertig. Die Komposition habe er dann in vergleichsweise kurzer Zeit abgeschlossen, da er direkt die Partitur schrieb. Für die Bezeichnung als „Ballade“ habe er sich bereits sehr früh entschieden. Als Gründe nannte er, dass Fosses Geschichte zeitlich nicht festgelegt sei und dass eine Ballade grundsätzlich erzählt werde. Dies sei auch im musikalischen Material des Orchesters zu hören.
Die Uraufführung fand am 28. November 2021 unter der musikalischen Leitung des Komponisten in der Staatsoper Unter den Linden in Berlin statt. Die Inszenierung stammte von Kornél Mundruczó, das Bühnenbild von Monika Pormale, das Lichtdesign von Felice Ross und die Dramaturgie von Jana Beckmann und Kata Wéber. Es sangen Victoria Randem (Alida), Linard Vrielink (Asle), Katharina Kammerloher (Mutter/Hebamme), Hanna Schwarz (alte Frau), Sarah Defrise (Mädchen), Jan Martiník (Gastwirt), Tómas Tómasson (Mann in Schwarz), Roman Trekel (Schiffer), Siyabonga Maqungo (Juwelier) und Arttu Kataja (Asleik). Das Bühnenbild, das aus einem überdimensionalen realistisch dargestellten Fischkörper bestand, erregte viel Aufmerksamkeit. Mit 17 Metern Länge und einem Gewicht von 2,5 Tonnen erforderte die Herstellung großen Aufwand. Die Gesamtproduktionszeit wurde mit 2100 Stunden angegeben.
Die Produktion wurde vom Publikum begeistert aufgenommen und erhielt weitgehend gute Rezensionen. Der Rezensent der FAZ fand sie „sängerisch und szenisch eindrucksvoll“. Es handle sich um „narratives und […] dekorativ-illustratives Musiktheater“, dessen Geschichte „klar und fesselnd“ erzählt werde. Der „unklare Wirklichkeitsakzent“ von Fosses Vorlage sei zwar im Libretto verloren gegangen, werde aber durch die Gesänge der beiden weiblichen Vokalterzette „wieder eingefangen“. Der Rezensent von Concerti nannte die Uraufführung einen „Sieg der feinen, stillen und schönen Mittel – und großer, wahrhafter Poesie“. Sie habe „einhelligen Zuspruch“ erhalten. Die Partitur fordere „hochkonzentrierte Eigenleistung des Publikums“ und belohne „mit einer faszinierenden Ausdrucksdichte“. Der Rezensent der Welt wies auf die Begeisterung des Publikums und die meisterlich orchestrierte Partitur hin, fand das „musikalisch gleichnishafte[] Märchen“ aber „sehr hermetisch“ und nicht wirklich anrührend. Der Rezensent der Neuen Musikzeitung beschrieb das Bühnenbild als „von eindrucksvoller Opulenz“. Die Besetzung habe der „fein ausgearbeiteten Musik“ entsprochen, die es den Protagonisten erlaube, zu glänzen. Jedoch habe „die wirkungsmächtige metaphorische Vorgabe der Bühne und die auf banale Verhaltensklischees fixierte Personenregie […] letztlich die assoziativen Vertiefungen“ blockiert. Arno Lückers Kritik in der Opernwelt fiel deutlich negativer aus. Er vermisste in Eötvös’ Umsetzung die literarische Subtilität von Fosses Vorlage: „Menschliche Regungen, Charakterzüge, feine Zwischentöne der Kommunikation und Empathie ermöglichende Gefühlsbeschreibungen fallen komplett weg. Alles wird aalglattes Abziehbild und barsche Banalität.“ Die Inszenierung empfand er als „Adult-Version von ‚Arielle, die Meerjungfrau‘ […] – nur mit totem Getier.“ Die Musik klinge nach „Kapellmeistermusik“. Sie sei „kompetent, aber harmlos und zu auswechselbar“. Die Produktion wurde bei der Kritikerumfrage der Zeitschrift Opernwelt (zusammen mit Stefan Wirths Girl with a Pearl Earring) zur „Uraufführung des Jahres“ gewählt.
2023 wurde Sleepless in Berlin wieder ins Programm genommen. Das koproduzierende Grand Théâtre de Genève zeigte die Oper im März und April 2022. Außerdem gab es am 12. April 2022 eine Aufführung im Müpa Budapest im Rahmen des Festivals „Bartók Spring“. Am 13. Januar 2024 folgte die österreichische Erstaufführung in der Grazer Oper. Gesungen wurde eine deutsche Übersetzung von Errico Fresis. Die Inszenierung von Philipp Krenn verlegte die Handlung in eine deutsche Großstadt der 1980er Jahre. Vassilis Christopoulos leitete die Grazer Philharmoniker. Die Hauptrollen sangen Tetiana Miyus (Alida) und Mario Lerchenberger (Asle). Es handelte sich um eine Kooperation mit dem Staatstheater Braunschweig.

## Aufnahmen
- 2021 – Maxime Pascal (Dirigent), Kornél Mundruczó (Inszenierung), Monika Pormale (Bühne und Kostüme), Felice Ross (Licht), Tilo Krause (Bildregie), Staatskapelle Berlin.
 Victoria Randem (Alida), Linard Vrielink (Asle), Katharina Kammerloher (Mutter/Hebamme), Hanna Schwarz (alte Frau), Sarah Defrise (Mädchen), Jan Martiník (Gastwirt), Tómas Tómasson (Mann in Schwarz), Roman Trekel (Schiffer), Siyabonga Maqungo (Juwelier), Arttu Kataja (Asleik).
 Video; Mitschnitt der Uraufführungsproduktion in der Berliner Staatsoper.
 Videostream auf der Website des Komponisten Péter Eötvös.[11]